# Fjällryggig elenia
Fjällryggig elenia (Elaenia gigas) är en fågel i familjen tyranner inom ordningen tättingar.

## Utbredning och systematik
Fågelns utbredningsområde sträcker sig från tropiska sydöstra Colombia till östra Ecuador, östra Peru och västra Bolivia. Den behandlas som monotypisk, det vill säga att den inte delas in i några underarter.

## Status och hot
Arten har ett stort utbredningsområde, men tros minska i antal, dock inte tillräckligt kraftigt för att den ska betraktas som hotad. Internationella naturvårdsunionen IUCN listar arten som livskraftig (LC).

## Namn
Elenia är en försvenskning av det vetenskapliga släktesnamnet Elaenia, som i sin tur kommer från grekiskans elaineos, "från olivolja", det vill säga olivfärgad.